# Fejervarya modesta
Espèce
Synonymes
- Nyctibatrachus sanctipalustris var. modestus Rao, 1920
- Nyctibatrachus modestus Rao, 1920

Statut de conservation UICN

 LC  : Préoccupation mineure
Fejervarya modesta est une espèce d'amphibiens de la famille des Dicroglossidae.

## Répartition
Cette espèce est endémique du Karnataka en Inde. Elle se rencontre à Jog dans le district de Shimoga.

## Publication originale
- Rao, 1920 : Some South Indian batrachians. Journal of the Bombay Natural History Society, vol. 27, p. 119-127 (texte intégral).